# Sophie Rundle
Sophie Rundle (Bournemouth, 21 aprile 1988) è un'attrice britannica.
È nota principalmente per il ruolo di Ada Shelby Thorne nella serie televisiva Peaky Blinders.

## Filmografia parziale

### Cinema
- Grandi speranze (Great Expectations), regia di Mike Newell (2012)
- Meredith - The Face of an Angel (The Face of an Angel), regia di Michael Winterbottom (2014)
- The Midnight Sky, regia di George Clooney (2020)

### Televisione
- Garrow's Law – serie TV, episodio 3x04 (2011)
- Titanic – miniserie TV, 2 puntate (2012)
- Episodes – serie TV, 5 episodi (2012-2014)
- Merlin – serie TV, episodi 5x01-5x02 (2012)
- Shetland – serie TV, 2 episodi (2013)
- The Bletchley Circle – serie TV, 7 episodi (2012-2014)
- Peaky Blinders – serie TV (2013-2022)
- L'amore e la vita - Call the Midwife – serie TV, episodio 3x07 (2014)
- Happy Valley – serie TV, 3 episodi (2014)
- Not Safe for Work – miniserie TV, 6 puntate (2015)
- Dickensian – serie TV, 20 episodi (2015-2016)
- Brief Encounters – miniserie TV, 6 puntate (2016)
- Jamestown – serie TV, 17 episodi (2017-2019)
- Bodyguard – serie TV, 6 episodi (2018)
- Elizabeth is Missing, regia di Aisling Walsh – film TV (2019)
- Gentleman Jack - Nessuna mi ha mai detto di no (Gentleman Jack) – serie TV, 16 episodi (2019-2022)

## Doppiatrici italiane
Nelle versioni in italiano delle opere in cui ha recitato, Sophie Rundle è stata doppiata da:
- Erica Necci in Peaky Blinders
- Virginia Brunetti in L'amore e la vita - Call the Midwife
- Chiara Oliviero in Happy Valley
- Giulia Catania in Bodyguard
- Veronica Puccio in The Midnight Sky
- Valentina Favazza in Gentleman Jack - Nessuna mi ha mai detto di no